# Aphanolaimus aquaticus
Aphanolaimus aquaticus är en rundmaskart. Aphanolaimus aquaticus ingår i släktet Aphanolaimus, och familjen Leptolaimidae. Arten är reproducerande i Sverige.